# Sonate K. 417
La sonate K. 417 (F.363/L.462) en ré mineur est une fugue pour clavier du compositeur italien Domenico Scarlatti.

## Présentation
La fugue K. 417, en ré mineur, est notée Allegro moderato et termine le volume IX du manuscrit de Venise ainsi que le groupe des huit premières sonates de Parme. Selon Pestelli, elle semble s’inspirer d’une fugue d’Alessandro Scarlatti, la seconde des trois toccatas napolitaines, de forme similaire, également dans un émouvant contrepoint strict. Son sujet en valeurs longues est sévère. Il s'agit de la dernière fugue du corpus.

## Manuscrits
Le manuscrit principal est le numéro 30 du volume IX (Ms. 9780) de Venise (1754), copié pour Maria Barbara ; l'autre est Parme X 8 (Ms. A. G. 31415).

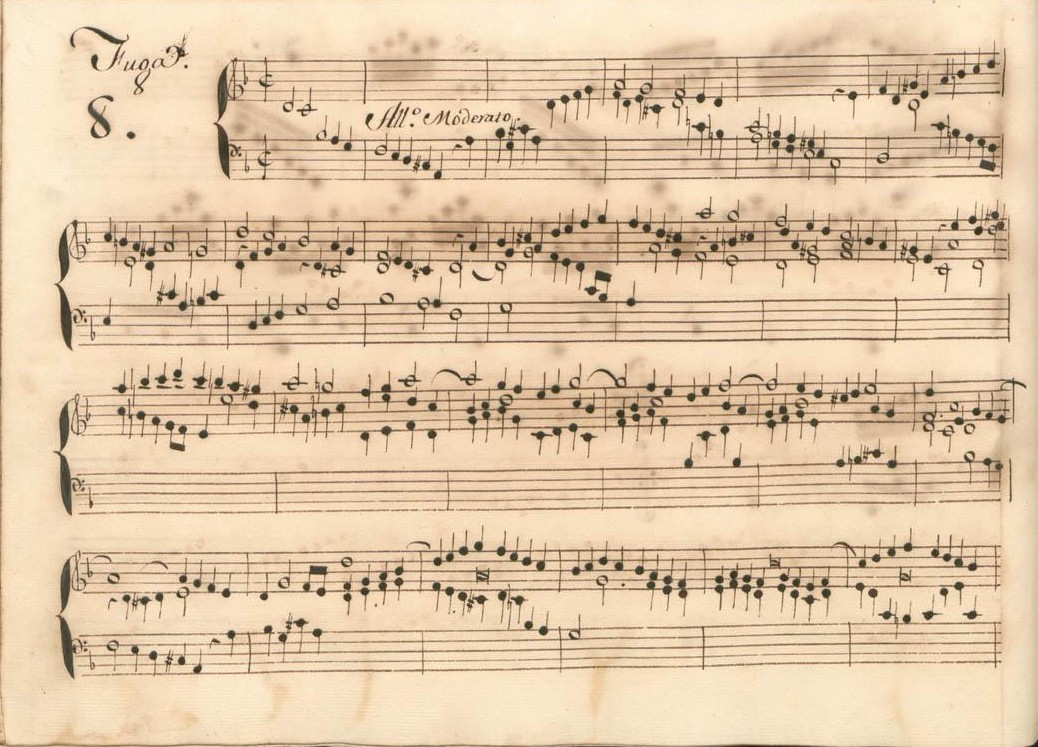
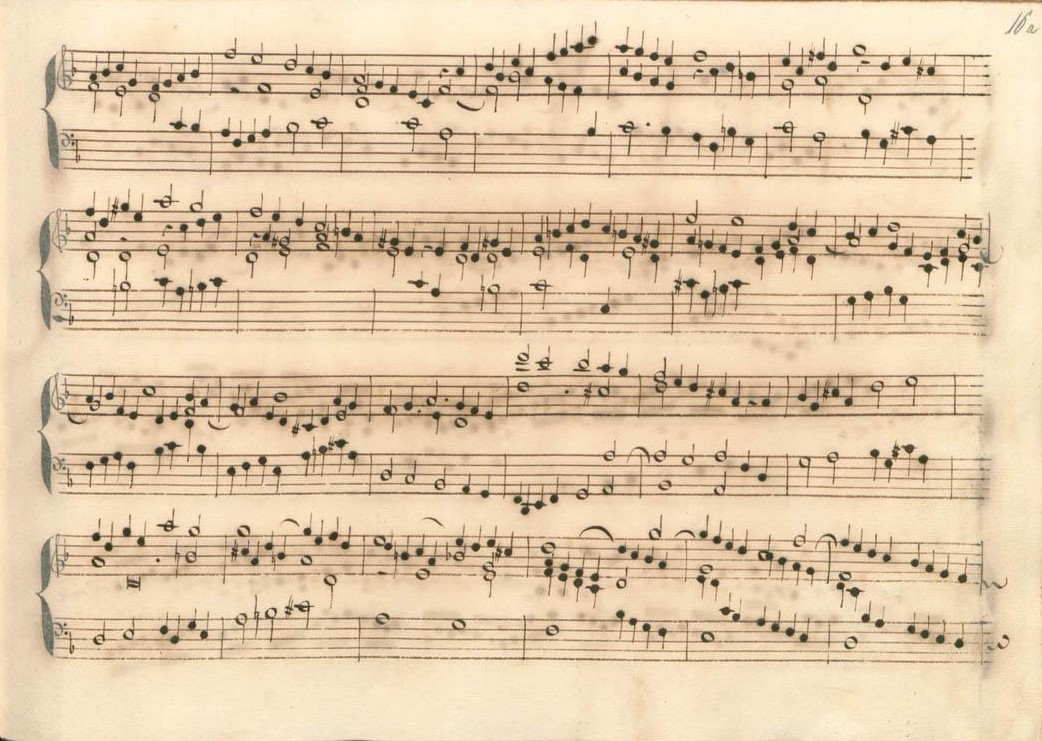
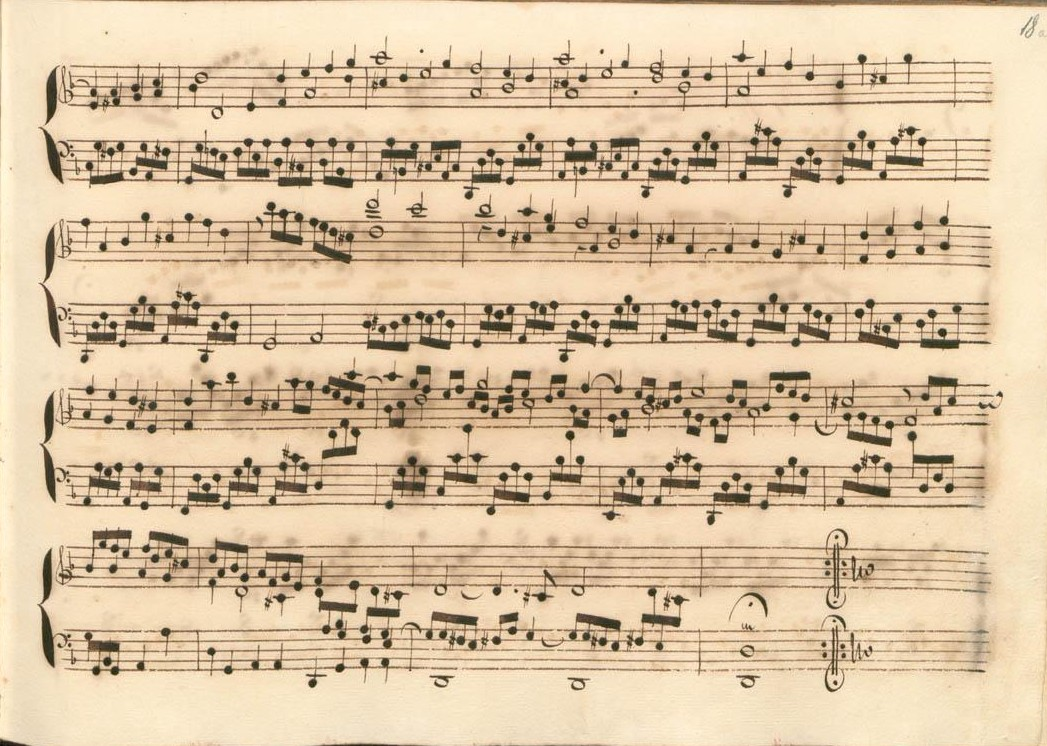

## Interprètes
La sonate K. 417 est défendue au piano, notamment par Fabio Grasso (2005, Accord), Carlo Grante (2013, Music & Arts, vol. 4), Alan Feinberg (2015, Steinway & Sons), Duanduan Hao (2015, Naxos, vol. 16) et Ievgueni Soudbine (2015, BIS) ; au clavecin par Edward Parmentier (1985, Wildboar), Scott Ross (1985, Erato), Maggie Cole (1986, Amon Ra), Richard Lester (2003, Nimbus, vol. 4), Pieter-Jan Belder (Brilliant Classics, vol. 9) et Andrés Alberto Gómez (2018, Vanitas). Nicola Reniero (2016, Brilliant Classics), Anne Nissinen (2007, Ricercar) et Maria Cecilia Farina (Stradivarius) l'interprètent à l'orgue. L'ensemble Siempre Nuevo la joue à deux guitares (2013, ArcoDiva)

## Sources
: document utilisé comme source pour la rédaction de cet article.
- Ralph Kirkpatrick (trad. de l'anglais par Dennis Collins), Domenico Scarlatti, Paris, Lattès, coll. « Musique et Musiciens », 1982 (1re éd. 1953 (en)), 493 p. (ISBN 978-2-7096-0118-4, OCLC 954954205, BNF 34689181).
- Alain de Chambure, « Domenico Scarlatti : Intégrale des sonates — Scott Ross », Erato (2564-62092-2), 1985 (OCLC 891183737) .
- (en) Carlo Grante, « Domenico Scarlatti, intégrale des sonates pour clavier (vol. 4) », Music & Arts (CD-1293), 2016 (OCLC 1020680576) .